# Västergötlands runinskrifter 53
Västergötlands runinskrifter 53 är ett vikingatida runristad fragment av gravhäll av kalksten som möjligen hittades i Husaby kyrka i Husaby socken och Götene kommun vid en kyrkorestaurering 1900-1902. Stenen förvaras sedan 1902 i SHM men det finns inga närmare uppgifter kring muséets förvärv. Runstensfragmentets längd är 1,24 meter och dess bredd 0,50 meter. Innanför runraden finns en reliefhuggen djurornamentik som påminner om Vg 52.

## Inskriften
Translitterering av runraden:
... ... þina : ufiʀ : (s)(t)urb(i)(u)(r)n :
Normalisering till runsvenska:
... [stæin] þenna yfiʀ Styrbiorn.
Översättning till nusvenska:
... denna (sten) över Styrbjörn.